# Südamerikanische Jugendspiele 2022/Beachhandball/Juniorinnen
Das Turnier der Juniorinnen im Beachhandball im Rahmen der Südamerikanischen Jugendspielen 2022 fand vom 5. bis 8. Mai 2022 für Nachwuchs-Nationalmannschaften der Altersklasse U18 im argentinischen Rosario statt.

## Hintergründe und Verlauf
Am Turnier nahmen fünf der bislang neun in Südamerika als Beachhandball-Nationen hervorgetretenen Verbände teil, nicht am Start waren Chile, die gar keine Mannschaft entsandt hatten sowie Ecuador, Kolumbien und Peru, die nur bei den Junioren antraten. Uruguay indes nahm nur am Turnier der Mädchen teil. Das Turnier wurde von den argentinischen Gastgeberinnen dominiert. Die Heimmannschaft konnte alle ihre sechs Spiele gewinnen und musste dazu nicht einmal in den Shootout, sondern gewann immer klar und deutlich nach zwei Sätzen. Kein Satz wurde mit weniger als drei Punkten Vorsprung gewonnen, somit lag Argentinien in jedem Spiel mindestens um zwei Treffer vorn. Damit hatte Argentinien nach den Pan-Amerikameisterschaften 2017 sowie den Süd- und Mittelamerikanmeisterschaften 2022 mehrere Monate zuvor alle bislang ausgetragenen drei regionalen Turniere für weibliche Beachhandball-Nachwuchsnationalmannschaften gegen die großen Konkurrentinnen auf dem Kontinent in der Sportart, Brasilien, gewonnen.
Brasilien hatte, nachdem die Mannschaft über lange Zeit den Sport in Süd- und Panamerika bei den Frauen dominiert hatte, zuletzt meist das Nachsehen gegenüber den argentinischen Widersacherinnen, nicht nur bei den Nachwuchsturnieren, sondern auch bei zwei der drei letzten Turniere bei den Frauen. Mit Uruguay und Paraguay platzieren sich zwei der weiteren traditionell starken, aber meist nicht an die Stärke Argentiniens und Brasiliens heran reichenden Mannschaften dahinter. Im Spiel um Rang drei konnten die Uruguayerinnen ihre Platzierung als einzige Mannschaft im Vergleich zur Vorrunde verbessern. Nicht für die Halbfinals konnte sich die Mannschaft Venezuelas qualifizieren, die nicht nur alle vier Spiele, sondern auch alle Spieldurchgänge verlor.
Für die Kader der Mannschaften siehe Südamerikanische Jugendspiele 2022/Beachhandball/Juniorinnen/Kader. Für das Jungenturnier siehe Südamerikanische Jugendspiele 2022/Beachhandball/Junioren.

## Gruppenphase
| Rang | Team        | Spiele | Spiele | Spiele | Sätze | Sätze | Sätze | Tore    | Tore | Punkte |
| Rang | Team        | Sp     | S      | N      | G     | V     | +-    | T       | +-   | Punkte |
| ---- | ----------- | ------ | ------ | ------ | ----- | ----- | ----- | ------- | ---- | ------ |
| 1    | Argentinien | 4      | 4      | 0      | 8     | 0     | +8    | 157:91  | +66  | 8      |
| 2    | Brasilien   | 4      | 3      | 1      | 6     | 2     | +4    | 134:98  | +36  | 6      |
| 3    | Paraguay    | 4      | 2      | 2      | 4     | 5     | -1    | 127:159 | -32  | 4      |
| 4    | Uruguay     | 4      | 1      | 3      | 3     | 5     | -2    | 125:122 | +3   | 2      |
| 5    | Venezuela   | 4      | 0      | 4      | 0     | 8     | -8    | 101:160 | -59  | 0      |

| 5. Mai, 09:00 Uhr  | Paraguay    | – | Argentinien | 0:2 (8:13, 8:24)        |
| 5. Mai, 09:00 Uhr  | Venezuela   | – | Uruguay     | 0:2 (8:12, 16:17)       |
| 5. Juli, 15:00 Uhr | Argentinien | – | Venezuela   | 2:0 (26:13, 21:14)      |
| 5. Juli, 15:00 Uhr | Paraguay    | – | Brasilien   | 0:2 (12:18, 7:18)       |
| 6. Mai, 09:00 Uhr  | Venezuela   | – | Paraguay    | 0:2 (18:26, 7:20)       |
| 6. Mai, 09:00 Uhr  | Brasilien   | – | Uruguay     | 2:0 (20:8, 16:8)        |
| 6. Juli, 15:00 Uhr | Uruguay     | – | Argentinien | 0:2 (14:16, 10:19)      |
| 6. Juli, 15:00 Uhr | Brasilien   | – | Venezuela   | 2:0 (20:11, 18:14)      |
| 7. Mai, 09:00 Uhr  | Argentinien | – | Brasilien   | 2:0 (15:8, 23:16)       |
| 7. Mai, 09:00 Uhr  | Uruguay     | – | Paraguay    | 1:2 (15:10, 12:17, 6:8) |

## Finalrunde
|  | Halbfinale        | Halbfinale        | Halbfinale        |    |             | Finale            | Finale            | Finale            |
|  |                   |                   |                   |    |             |                   |                   |                   |
|  | 7. Mai, 15:00 Uhr |                   |                   |    |             |                   |                   |                   |
|  | 1                 | Argentinien       | 2                 |    |             |                   |                   |                   |
|  | 4                 | Uruguay           | 0                 |    |             | 8. Mai, 12:00 Uhr | 8. Mai, 12:00 Uhr | 8. Mai, 12:00 Uhr |
|  |                   |                   |                   | H1 | Argentinien | 2                 |                   |                   |
|  | 7. Mai, 16:00 Uhr | 7. Mai, 16:00 Uhr | 7. Mai, 16:00 Uhr |    | H2          | Brasilien         | 0                 |                   |
|  | 2                 | Brasilien         | 2                 |    |             |                   |                   |                   |
|  | 3                 | Paraguay          | 0                 |    |             | Spiel um Platz 3  | Spiel um Platz 3  | Spiel um Platz 3  |
|  |                   |                   |                   |    |             | H1                | Uruguay           | 2                 |
|  | H2                | Paraguay          | 1                 |    |             |                   |                   |                   |
|  |                   |                   |                   |    |             | 8. Mai, 10:00 Uhr |                   |                   |

### Halbfinals
| 7. Mai, 15:00 Uhr | Argentinien | – | Uruguay  | 2:0 (17:14, 22:4) |
| 7. Mai, 16:00 Uhr | Brasilien   | – | Paraguay | 2:0 (14:10, 20:8) |

Spiel um Platz 3
| 8. Mai, 10:00 Uhr | Uruguay | – | Paraguay | 2:1 (13:12, 6:10, 6:4) |

### Finale
| 8. Mai, 12:00 Uhr | Argentinien | – | Brasilien | 2:0 (15:12, 20:16) |

## Siegerinnen
| Gold | Silber | Bronze |
| --- | --- | --- |
| ArgentinienMagali Alfredi (Pivot) Agostina Arcajo (Flügel) Florencia Gallo (Flügel) Selena Maitini (Abwehr) Juana Medina (Flügel) Alma Molina (Abwehr) Constanza Suarez (Tor) Aylin Ursino (Specialist) | BrasilienMaria Fernanda Barbosa Rotondaro Letícia Costa Silva Júlia Gomes da Silva Ermida Nunes Lívia Mussatto Thaís Petrucci Negócio Montenegro Mariana Rocco dos Santos Lavínia Soares de Lima Beatriz Spena Machado | UruguayGiuliana Caligari Herbin María Federica Durán Ferreira Victoria Liguori Calvento María Mercedes Ogando Taramasco Clementina Piñeyro Clavijo Maria Josefina Rabosta Carpentieri Ainara Sagardoy Irigoyen Maia Sena Varela |

In Klammern: Spielposition